# Jozef Lieckens
Jozef Lieckens, né le 26 mars 1959 à Nijlen, est un coureur cycliste belge. Professionnel de 1981 à 1991, il a remporté le classement des metas volantes et deux étapes du Tour d'Espagne 1984. En 1985, il gagne le classement analogues (points chauds) du Tour de France, trophée symbolisé par le port d'un maillot rouge. Il s'est également imposé à deux reprises sur le Grand Prix de Fourmies et le Grand Prix Jef Scherens.

## Palmarès

### Palmarès amateur
- 1980
  - Bruxelles-Zepperen
- 1981
  - Gand-Ypres
  - Paris-Troyes
  - Circuit franco-belge :
    - Classement général
    - 1reb étape

  - Ronde van de Kempen :
    - Classement général
    - 1re, 4e et 8eb (contre-la-montre) étapes

  - Circuit du Port de Dunkerque
  - 2e de Bruxelles-Zepperen

### Palmarès professionnel
| - 1981 - Grand Prix de Fourmies - 1982 - 4e étape du Tour méditerranéen - 2e de la Coupe Sels - 1983 - 3e de la Flèche côtière - 3e du Grand Prix de Hannut - 8e du Circuit Het Volk - 1984 - 3e et 5e étapes du Tour d'Espagne - 2e du Grand Prix du canton d'Argovie - 1985 - Tour de l'Oise : - Classement général - 3e étape - 5e étape du Tour de Belgique - Grand Prix Jef Scherens - 2e du Grand Prix E3 - 2e de l'Amstel Gold Race - 2e du Grand Prix de l'Escaut - 3e du Circuit Het Volk - 3e d'À travers la Belgique - 3e du Circuit Mandel-Lys-Escaut - 5e du Tour des Flandres - 5e du Rund um den Henninger Turm - 6e de Gand-Wevelgem - 7e de Paris-Roubaix | - 1986 - Circuit des Ardennes flamandes - Ichtegem - 2e étape des Trois Jours de La Panne - 2e étape du Tour de Luxembourg - 5e étape du Tour de Belgique - Grand Prix de Fourmies - Grand Prix Jef Scherens - 7e de Créteil-Chaville - 1987 - 5e étape des Quatre Jours de Dunkerque - 2e et 6e étapes du Tour de Luxembourg - 2e et 4e étapes de la Vuelta a Lloret del Mar - Omloop van de Westkust - 2e du Grand Prix de Fourmies - 2e de Paris-Bruxelles - 7e des Quatre Jours de Dunkerque - 1988 - 6eb étape des Quatre Jours de Dunkerque - 1989 - 2e étape de la Bicyclette basque - 8e de l'Amstel Gold Race - 1990 - 2e du Trophée Pantalica - 3e du GP Wielerrevue |  |

## Résultats sur les grands tours

### Tour de France
4 participations
- 1985 : 130e,  vainqueur du classements des points chauds (rushs).
- 1986 : 129e, 2e du classement par points
- 1987 : 132e
- 1989 : hors délais (10e étape)

### Tour d'Espagne
1 participation 
- 1984 : 73e, vainqueur du classement des metas volantes et des 3e et 5e étapes, 3e du classement par points

### Tour d'Italie
1 participation 
- 1989 : abandon